# Persone di nome Shaun
| Questa pagina contiene informazioni ricavate automaticamente dalle voci biografiche con l'ausilio del template Bio e di un bot. L'aggiornamento è periodico e automatico e ricostruisce completamente la pagina. Se manca una persona in questa lista, sei pregato di non aggiungerla, ma accertati piuttosto che la sua voce biografica contenga il template Bio e che i dati anagrafici siano correttamente compilati. Se il template Bio manca, inseriscilo tu stesso o, in alternativa, metti l'avviso {{tmp\|Bio}} che ne segnala la mancanza. Se i dati riportati sono sbagliati, correggi direttamente la voce biografica; le modifiche saranno visibili in questa lista entro pochi giorni. Per chiarimenti vedi il progetto antroponimi. La lista contiene solo le 66 persone che sono citate nell'enciclopedia e per le quali è stato implementato correttamente il template Bio. Pagina aggiornata al 16 ott 2024. |

Questa è una lista di persone presenti nell'enciclopedia che hanno il prenome Shaun, suddivise per attività principale.

## Allenatori di calcio(4)
- Shaun Derry, allenatore di calcio e ex calciatore inglese (Nottingham, n. 1977)
- Shaun Goater, allenatore di calcio e ex calciatore bermudiano (Hamilton, n. 1970)
- Shaun Maloney, allenatore di calcio e ex calciatore scozzese (Miri, n. 1983)
- Shaun Teale, allenatore di calcio e ex calciatore inglese (Southport, n. 1964)

## Allenatori di pallacanestro(2)
- Shaun Fein, allenatore di pallacanestro e ex cestista statunitense (Barnstable, n. 1978)
- Shaun Vandiver, allenatore di pallacanestro e ex cestista statunitense (Chicago, n. 1968)

## Attori(6)
- Shaun Benson, attore canadese (Guelph, n. 1976)
- Shaun Cassidy, attore televisivo, cantante e sceneggiatore statunitense (Los Angeles, n. 1958)
- Shaun Dooley, attore britannico (Barnsley, n. 1974)
- Shaun Evans, attore britannico (Liverpool, n. 1980)
- Shaun Sipos, attore canadese (Victoria, n. 1981)
- Shaun Toub, attore iraniano (Teheran, n. 1963)

## Batteristi(1)
- Shaun Steels, batterista britannico (n. 1970)

## Calciatori(18)
- Shaun Bajada, calciatore maltese (Sannat, n. 1983)
- Shaun Barker, ex calciatore inglese (Trowell, n. 1982)
- Shaun Bartlett, ex calciatore sudafricano (Città del Capo, n. 1972)
- Shaun Brooks, ex calciatore inglese (Reading, n. 1962)
- Shaun Byrne, calciatore scozzese (Kirkcaldy, n. 1993)
- Shaun Cummings, ex calciatore inglese (Londra, n. 1989)
- Shaun Dimech, calciatore maltese (La Valletta, n. 2001)
- Shaun Easthope, calciatore samoano (n. 1981)
- Shaun Francis, ex calciatore giamaicano (Mandeville, n. 1986)
- Shaun Hutchinson, calciatore inglese (Newcastle, n. 1990)
- Shaun MacDonald, calciatore gallese (Swansea, n. 1988)
- Shaun Miller, calciatore inglese (Alsager, n. 1987)
- Shaun Murphy, ex calciatore australiano (Sydney, n. 1970)
- Shaun Rooney, calciatore scozzese (Bellshill, n. 1996)
- Shaun van Rooyen, calciatore neozelandese (Sydney, n. 1987)
- Shaun Want, calciatore scozzese (Rutherglen, n. 1997)
- Shaun Williams, calciatore irlandese (Dublino, n. 1986)
- Shaun Wright-Phillips, ex calciatore inglese (Londra, n. 1981)

## Canottieri(2)
- Shaun Keeling, canottiere sudafricano (Krugersdorp, n. 1987)
- Shaun Kirkham, canottiere neozelandese (Hamilton, n. 1992)

## Cantanti(1)
- Shaun Morgan, cantante e chitarrista sudafricano (Pietermaritzburg, n. 1978)

## Cestisti(3)
- Shaun Bruce, cestista australiano (Horsham, n. 1991)
- Shaun Livingston, ex cestista statunitense (Peoria, n. 1985)
- Shaun Stonerook, ex cestista statunitense (Columbus, n. 1977)

## Doppiatori(1)
- Shaun Fleming, doppiatore, attore e musicista statunitense (Westlake Village, n. 1987)

## Giocatori di baseball(1)
- Shaun Marcum, ex giocatore di baseball statunitense (Kansas City, n. 1981)

## Giocatori di football americano(12)
- Shaun Alexander, ex giocatore di football americano statunitense (Florence, n. 1977)
- Shaun Bodiford, giocatore di football americano statunitense (Federal Way, n. 1982)
- Shaun Chapas, giocatore di football americano statunitense (St. Augustine, n. 1988)
- Shaun Cody, giocatore di football americano statunitense (Whittier, n. 1983)
- Shaun Bradley, giocatore di football americano statunitense (Westampton, n. 1997)
- Shaun Gayle, ex giocatore di football americano statunitense (Newport News, n. 1962)
- Shaun Hill, giocatore di football americano statunitense (Parsons, n. 1980)
- Shaun King, ex giocatore di football americano statunitense (St. Petersburg, n. 1977)
- Shaun Phillips, giocatore di football americano statunitense (Filadelfia, n. 1981)
- Shaun Prater, giocatore di football americano statunitense (Omaha, n. 1989)
- Shaun Wade, giocatore di football americano statunitense (Jacksonville, n. 1998)
- Shaun Williams, ex giocatore di football americano statunitense (Oakland, n. 1976)

## Giocatori di snooker(1)
- Shaun Murphy, giocatore di snooker inglese (Harlow, n. 1982)

## Illustratori(1)
- Shaun Tan, illustratore e scrittore australiano (Perth, n. 1974)

## Lottatori(1)
- Shaun Williams, lottatore sudafricano (Pretoria, n. 1976)

## Modelli(1)
- Shaun Ross, modello statunitense (Bronx, n. 1991)

## Piloti motociclistici(1)
- Shaun Harris, pilota motociclistico neozelandese (Hawera, n. 1963)

## Pistard(1)
- Shaun O'Brien, ex pistard australiano (n. 1969)

## Politici(1)
- Shaun Donovan, politico statunitense (New York, n. 1966)

## Registi(1)
- Shaun Monson, regista e attivista statunitense

## Rugbisti a 15(2)
- Shaun Berne, rugbista a 15 australiano (Sydney, n. 1979)
- Shaun Perry, rugbista a 15 britannico (Wolverhampton, n. 1978)

## Surfisti(1)
- Shaun Tomson, surfista sudafricano (Durban, n. 1955)

## Tenniste(1)
- Shaun Stafford, ex tennista statunitense (n. 1968)

## Velocisti(1)
- Shaun de Jager, velocista sudafricano (Pretoria, n. 1991)

## Wrestler(1)
- LA Knight, wrestler statunitense (Hagerstown, n. 1982)

## Senza attività specificata(1)
- Shaun White, ex snowboarder e skater statunitense (San Diego, n. 1986)